# 红纹毛足鲈
条纹毛足鲈（学名：Trichogaster lalius）也作拉利毛足鲈、小密鲈、丽丽鱼、小丽丽鱼等，是丝足鲈科毛足鲈属的一种，原产于巴基斯坦、印度和孟加拉国等地，作为观赏鱼被引入世界各地。